# Figurant
Un figurant és, al teatre, a l'òpera, al cinema i a la televisió, un actor -o una actriu- que no actua més que en una part accessòria de l'acció i sovint sense dir res. En el cinema, s'utilitza més sovint el terme extra.

## Història
Al Segle XIX, els figurants eren sovint relegats a papers de soldats, de criats o de serventes. Les figurants de comèdies, revistes o ballets eren anomenats «porta-samarretes» o «marxadores». Generalment poc vestides (i amb vestuari lleuger, d'aquí el nom), constituïen, sota la coartada d'una presència purament decorativa, un element eròtic extremadament preuat pels espectadors masculins.
Si recórrer a aficionats, reclutats en l'últim moment al carrer pel regidor del teatre, era corrent en aquesta època, el desenvolupament del cinema va comportar una professionalització de la funció així com una extensió de les seves competències. Així, un figurant al qual és confiada una acció que el distingeix d'una multitud és anomenat silueta. De vegades se'ls confia algun text. Es parla llavors de «figuració intel·ligent». El muntant dels honoraris depèn de la importància d'aquesta atribució.
A l'edat d'or dels estudis de Hollywood, en els anys 1930-1940, el Central Casting reagrupava quotidianament totes les necessitats en figuració de l'estudi. Els figurants (en anglès extres o background actors) eren contractats, presentant-se el mateix matí a l'estudi.
El nombre dels figurants pot, segons la importància de les produccions, variar d'una desena a diversos centenars. En el cinema, la carrera de carros de Ben Hur en reunia 8.000 i l'escena del funeral de Gandhi de Richard Attenborough prop de 300.000. Aquests últims anys per contra, els progressos de les tècniques digitals en el cinema han comportat una reducció considerable dels efectius. A Titanic de James Cameron o Forrest Gump de Robert Zemeckis, grups d'aproximadament 200 figurants han estat filmats i després multiplicats per tal de recrear multituds de diversos milers d'individus.

## Figurants cèlebres
Certs comediants i realitzadors cèlebres han debutat com a figurants en el cinema, entre ells 
- Gloria Swanson va ser figurant a The Song of Soul el 1914 abans de sortir en moltes pel·lícules de Charlie Chaplin.
- Simone Signoret i Alain Resnais a Les Visiteurs du soir (1942) de Jacques Demy
- Sylvester Stallone a Bananas (1971) de Woody Allen
- Sharon Stone a Stardust Memories (1980) de Woody Allen
- Ben Affleck i Matt Damon van fer d'extres a les escenes de Fenway Park a Camp de somnis.
- Shirley Temple va aparèixer com a extra en diversos films abans del seu contracte amb els estudis Fox.
- Bruce Willis apareix com a extra a Verdicte Final.
- John Wayne va aparèixer com a extra e diverses pel·lícules mudes dels anys 1920.
- Clint Eastwood va treballar com a figurant en algunes pel·lícules dels anys 1950.
- Dennis Hopper va fer d'extra a Rebel Without A Cause.
- Fred Zinnemann va ser figurant a All Quiet on the Western Front abans d'esdevenir director.
- David Niven va sortir com a extra en moltes pel·lícules de Hollywood.
- Michael Caine i Oliver Reed van aparèixer com a extres a films britànics de finals dels anys 1950.
- Phil Collins va ser figurant a A Hard Day's Night.
- David Bowie va ser figurant a The Virgin Soldiers.
- Jeff Goldblum va ser figurant a Annie Hall.